# Operation: Desert Stormy
Operation: Desert Stormy ist eine US-amerikanische Pornokomödie der Regisseurin Stormy Daniels aus dem Jahr 2007.

## Handlung
Der Film handelt von Rachel und George, einem verheirateten Pärchen, die beide für eine geheime Regierungsorganisation arbeiten. George ist ein Agent, der von seinen Kollegen nicht ernst genommen wird. Rachel ist die Sekretärin von Agent X, dem Top-Agenten der Organisation, der zu Beginn des Films zu einer gefährlichen Mission abberufen wird. Als Agent X vermisst wird und für tot gehalten wird, liegt das Schicksal der Welt in den Händen von Rachel und George und sie machen sich auf in den mittleren Osten, wo sie sich mit den britischen Agenten Jacks und Watson zusammentun, um den Diktator Hussein und seine Handlanger zu stoppen.

## Wissenswertes
- Der Titel des Films ist ein Wortspiel mit Operation Desert Storm und dem Vornamen der Regisseurin und Hauptdarstellerin Stormy Daniels.
- Der Film wurde mittlerweile auch als HD DVD veröffentlicht.
- Ron Jeremy ist in einer Non-Sex Rolle zu sehen.
- Der Film wurde mit einem Budget von $ 250.000 gedreht und belegt Platz 7 der "Top 10: Big-Budget Porns" von Askmen.com[1]

## Auszeichnungen
- 2008: AVN Award "Best Sex Comedy"
- 2007: Empire Award "Best Overall DVD"
- 2007: Empire Award "Best Feature DVD"
- 2007: Empire Award "Viewers Choice Award"
- 2007: Empire Award "Best DVD Extras"
- 2007: Empire Award "Best DVD Commentary"
- 2007: Empire Award "Editor´s Choice Award"
- 2008: NightMoves Award "Best Parody/Comedy Release (Fan´s Choice)"

## Fortsetzung
Im Juli 2009 veröffentlichte Wicked Pictures den Film „Operation Tropical Stormy“. Regie führte wieder Stormy Daniels die auch die Hauptrolle der Agentin Rachel spielt. Weitere Darsteller sind Evan Stone, Anabelle Lee, Nikki Rhodes, Devon Lee, Gianna Lynn, Mikayla Mendez, Mya Luanna, Shyla Stylez, Carolyn Reese, Havana Ginger, Renae Cruz, Desiree Diam, Mia Lelani, Bella Ling, Randy Spears, Roxy DeVille, Sammie Rhodes und Tommy Gunn.